# 김유한
김유한(1993년 12월 16일 ~ )은 대한민국의 배우이자 모델이다.

## 출연작

### 영화
- 《숨》 (2015년) - 인성 역
- 《앵초》 (2014년) - 지혁 역

### 드라마
- 《사랑을 시작하는 그대에게》 (2018년, 웹드라마) - 강준 역
- 《연애하는 날》 (2017년, 웹드라마) - 주민호 역
- 《징비록》 (2015년, KBS1)
- 《아름다운 그대에게》 (2012년, SBS)
- 《닥치고 꽃미남 밴드》 (2012년, tvN)
- 《뱀파이어 아이돌》 (2011년, MBN)

### 뮤직비디오
- 클랩스 - 악몽 (Remastering)

## 수상
- 2015년 대한민국 스타예술대상 영화부문 신인상